# 똑?똑! 키즈스쿨
똑?똑! 키즈스쿨은 2013년 8월 12일부터 2018년 3월 29일까지 방송했던 MBC 유아교육 프로그램이다.

## 기획의도
누구나 균등하게 영재교육을 받을 수 있게 한다는 목표로 하는 새로운 개념의 유아교육 프로그램이다.

## 방송 시간
| 방송 채널 | 방송 기간                         | 방송 시간                                         |
| --------- | --------------------------------- | ------------------------------------------------- |
| MBC TV    | 2013년 8월 12일~11월 13일         | 매주 월요일 ~ 수요일 낮 4시 ~ 4시 30분 (30분)     |
| MBC TV    | 2013년 11월 18일~2014년 11월 12일 | 매주 월요일 ~ 수요일 낮 4시 30분~ 5시 (30분)      |
| MBC TV    | 2014년 11월 17일~2015년 1월 21일  | 매주 월요일 ~ 수요일 낮 2시 25분~ 2시 55분 (30분) |
| MBC TV    | 2015년 1월 29일                   | 매주 목요일 ~ 금요일 낮 3시 25분~ 3시 55분 (30분) |
| MBC TV    | 2015년 1월 30일~2018년 3월 29일   | 매주 목요일 ~ 금요일 낮 2시 30분~ 3시 (30분)      |

## 등장인물
- 큐비언니
- 가로
- 세로
- 나로
- 티티
- 모모
- 두두
- 알쏭달쏭 기관사

## 출연진
- 전영인
- 현병수
- 하지혜
- 김희진

## 역대 진행자
- 1대: 이정민 아나운서 (2013년 8월 12일~2014년 5월 21일)
- 2대: 강다솜 아나운서 (2014년 5월 26일~2018년 3월 27일)